# Freies Radio Innsbruck
Freies Radio Innsbruck est une radio privée associative autrichienne, à Innsbruck.

## Histoire
En 1991 (contrairement à tous les autres pays européens) aucune radio privée n'est permise en Autriche. À cette époque, la radio pirate Radiator peut être entendue irrégulièrement à Innsbruck.
Les militants essaient de mettre en avant leur droit à la liberté d'expression sur une base juridique raisonnable. Les membres de Radio Radiator s'associent aux militants des autres stations pirates en Autriche et fondent le Pressure-group Freies Radio.
En 1993, les activistes de Radiator, organisés dans l'association Freirad, demandent une licence de radio régionale. Lorsqu'elle est rejetée, Freirad 105.9 dépose une plainte auprès de la Cour constitutionnelle, qui accède à la demande.
En 1997, la loi sur la radio régionale est modifiée et Freirad 105.9 présente une nouvelle demande de licence de radio (cette fois une licence de radio locale pour la grande région d'Innsbruck). Contrairement à tous les autres États fédéraux, toutes les licences au Tyrol sont accordées à des radios commerciales. Après avoir rejeté la demande de licence pour une licence de radio locale pour la région d'Innsbruck, Freirad informe l'autorité de radiodiffusion privée d'un besoin urgent d'une licence supplémentaire à Innsbruck.
Freirad ne diffuse pour la première fois en octobre 1999, dans un premier temps dans le cadre d'une licence radio événementielle limitée à deux semaines. Les créateurs ont préparé un programme si grand qu'il devient possible de diffuser leurs propres productions presque 24 heures sur 24 après seulement quelques jours. Environ 150 personnes ont conçu une émission.
En 2000, Freirad dépose une nouvelle demande de licence permanente de radio locale pour Innsbruck. Le processus de sélection se termine en décembre 2001 avec l'octroi d'une licence à Freirad pour 10 ans. Depuis juillet 2002, Freirad 105.9 peut être entendu sur la fréquence FM 105,9 MHz à l'émetteur de Schlotthof de Zirl à Schwaz et Matrei.

## Source, notes et références
1. ↑  (de) « "Freies Radio" für Innsbruck - KommAustria vergibt Sendelizenz in Innsbruck an nicht kommerziellen Sender », sur Rundfunk- und Telekom Regulierungs-GmbH, 2001 (consulté le 6 juillet 2020)

- (de) Cet article est partiellement ou en totalité issu de l’article de Wikipédia en allemand intitulé « Freies Radio Innsbruck » (voir la liste des auteurs).